# Jim Paxson
James Joseph "Jim" Paxson (Kettering, Ohio, 9 de julio de 1957) es un exjugador de baloncesto estadounidense que disputó once temporadas en la NBA. Con 1,98 de estatura, jugaba en la posición de escolta. 
Trabajó como Gerente General de los Cleveland Cavaliers desde 1999 hasta 2005. Es el hermano mayor del exjugador de los Chicago Bulls y actual Gerente General de dicho equipo, John Paxson, e hijo de Jim Paxson Sr., que jugó en la liga profesional en la década de 1950.

## Trayectoria deportiva

### Universidad
Jugó cuatro temporadas con los Dayton Flyers de la Universidad de Dayton, en las que promedió 18,0 puntos y 4,5 rebotes por partido. Fue segundo equipo All-American consensuado en 1979.

### Profesional
Fue elegido en la duodécima posición del Draft de la NBA de 1979 por Portland Trail Blazers, donde jugó 9 temporadas, siendo incluido en la 1983-84 en el 2º mejor quinteto de la NBA, tras promediar 21,3 puntos por partido.
Disputó además dos All-Star, el de 1983, en el que logró 11 puntos y una asistencia, y el de 1984, en el que consiguió 10 puntos y 3 rebotes.
Mediada la temporada 1987-88 fue traspasado a los Boston Celtics a cambio de Jerry Sichting, donde jugó dos temporadas y media antes de ser despedido y retirarse definitivamente del baloncesto en activo.

## Estadísticas de su carrera en la NBA

### Temporada regular
| Año      | Equipo   | PJ  | PT  | MPP  | %TC  | %3P  | %TL  | RPP | APP | ROB | TPP | PPP  |
| -------- | -------- | --- | --- | ---- | ---- | ---- | ---- | --- | --- | --- | --- | ---- |
| 1979-80  | Portland | 72  | –   | 17.6 | .411 | .045 | .711 | 1.5 | 2.0 | .7  | .1  | 6.2  |
| 1980-81  | Portland | 79  | –   | 34.2 | .536 | .067 | .734 | 2.7 | 3.8 | 1.8 | .1  | 17.1 |
| 1981-82  | Portland | 82  | 82  | 33.6 | .526 | .229 | .767 | 2.7 | 3.4 | 1.6 | .1  | 18.9 |
| 1982-83  | Portland | 81  | 81  | 33.8 | .515 | .160 | .812 | 2.1 | 2.9 | 1.7 | .2  | 21.7 |
| 1983-84  | Portland | 81  | 81  | 33.2 | .514 | .288 | .841 | 2.1 | 3.1 | 1.5 | .1  | 21.3 |
| 1984-85  | Portland | 68  | 57  | 33.1 | .514 | .154 | .790 | 3.3 | 3.9 | 1.5 | .1  | 17.9 |
| 1985-86  | Portland | 75  | 31  | 25.7 | .470 | .323 | .889 | 2.0 | 3.7 | 1.3 | .1  | 13.1 |
| 1986-87  | Portland | 72  | 1   | 25.0 | .460 | .265 | .806 | 1.9 | 3.3 | 1.1 | .2  | 12.1 |
| 1987-88  | Portland | 17  | 1   | 15.5 | .402 | .375 | .778 | 1.1 | 1.6 | .4  | .1  | 6.1  |
| 1987-88  | Boston   | 28  | 2   | 19.2 | .492 | .154 | .885 | 1.0 | 1.8 | .8  | .1  | 8.7  |
| 1988-89  | Boston   | 57  | 7   | 20.0 | .454 | .167 | .816 | 1.3 | 1.9 | .7  | .1  | 8.6  |
| 1989-90  | Boston   | 72  | 25  | 17.8 | .453 | .250 | .811 | 1.1 | 1.9 | .5  | .1  | 6.4  |
| Total    | Total    | 784 | 368 | 27.2 | .498 | .225 | .807 | 2.0 | 2.9 | 1.2 | .1  | 14.3 |
| All-Star | All-Star | 2   | 0   | 15.5 | .625 | –    | .500 | 1.5 | 1.5 | 1.0 | .0  | 10.5 |

### Playoffs
| Año   | Equipo   | PJ | PT | MPP  | %TC  | %3P  | %TL   | RPP | APP | ROB | TPP | PPP  |
| ----- | -------- | -- | -- | ---- | ---- | ---- | ----- | --- | --- | --- | --- | ---- |
| 1980  | Portland | 3  | –  | 14.7 | .313 | –    | 1.000 | 1.3 | 1.0 | .7  | .3  | 5.3  |
| 1981  | Portland | 1  | –  | 4.0  | .000 | –    | –     | .0  | .0  | .0  | .0  | 0.0  |
| 1983  | Portland | 7  | –  | 37.1 | .586 | .500 | .758  | 2.1 | 2.6 | 1.3 | .1  | 23.3 |
| 1984  | Portland | 5  | –  | 34.4 | .513 | .200 | .825  | 3.8 | 2.4 | .4  | .0  | 22.8 |
| 1985  | Portland | 9  | 0  | 23.6 | .465 | .300 | .792  | 2.2 | 2.3 | .7  | .0  | 12.9 |
| 1986  | Portland | 4  | 0  | 17.8 | .378 | .333 | .800  | 1.0 | 3.8 | .8  | .0  | 10.5 |
| 1987  | Portland | 4  | 0  | 23.5 | .406 | .000 | .889  | 2.3 | 3.3 | 1.3 | .0  | 8.5  |
| 1988  | Boston   | 15 | 0  | 12.5 | .288 | .000 | .800  | .6  | .7  | .4  | .1  | 3.3  |
| 1990  | Boston   | 5  | 0  | 12.4 | .500 | .000 | .750  | .0  | 1.4 | 1.0 | .0  | 3.8  |
| Total | Total    | 53 | 0  | 20.9 | .463 | .267 | .808  | 1.5 | 1.9 | .7  | .1  | 10.5 |